# Иж-Бобья (Удмуртия)
Иж-Бобья — деревня в Граховском районе Удмуртии.

## История
По итогам десятой ревизии в 1859 году в 7 дворах казённой деревни Вершины Толывай Бобье (Талывай) при речке Вершины Толывая проживало 59 жителей.
До 1921 года деревня входила в состав Граховской волости Елабужского уезда (с 1921 года — Можгинского). В 1924 году деревня вошла в состав Граховского сельсовета, в 1925 году в связи с образованием Каменского сельсовета деревня вошла в его состав. Каменский сельсовет был расформирован в 1932 году и деревня отошла к вновь образованному Мари-Возжайскому сельсовету. Указом Президиума Верховного Совета УАССР от 23 сентября 1950 года деревня Иж-Бобья была передана в состав Граховского сельсовета.
В результате реформы местного самоуправления 2004 года, Граховский сельсовет был разукрупнён и в восточной его части образовано Каменское сельское поселение в состав которого вошла деревня.

## Население
| 2010 | 2012 |
| ---- | ---- |
| 192  | ↘186 |

## Объекты социальной сферы
- Иж-Бобьинская начальная школа
- Иж-Бобьинский детский сад
- Иж-Бобьинский фельдшерско-акушерский пункт
- Иж-Бобьинский сельский клуб

## Улицы
- улица Зелёная
- улица Кооперативная
- улица Лесная
- улица Садовая
- улица Школьная
- улица Юбилейная